# Emigración hondureña

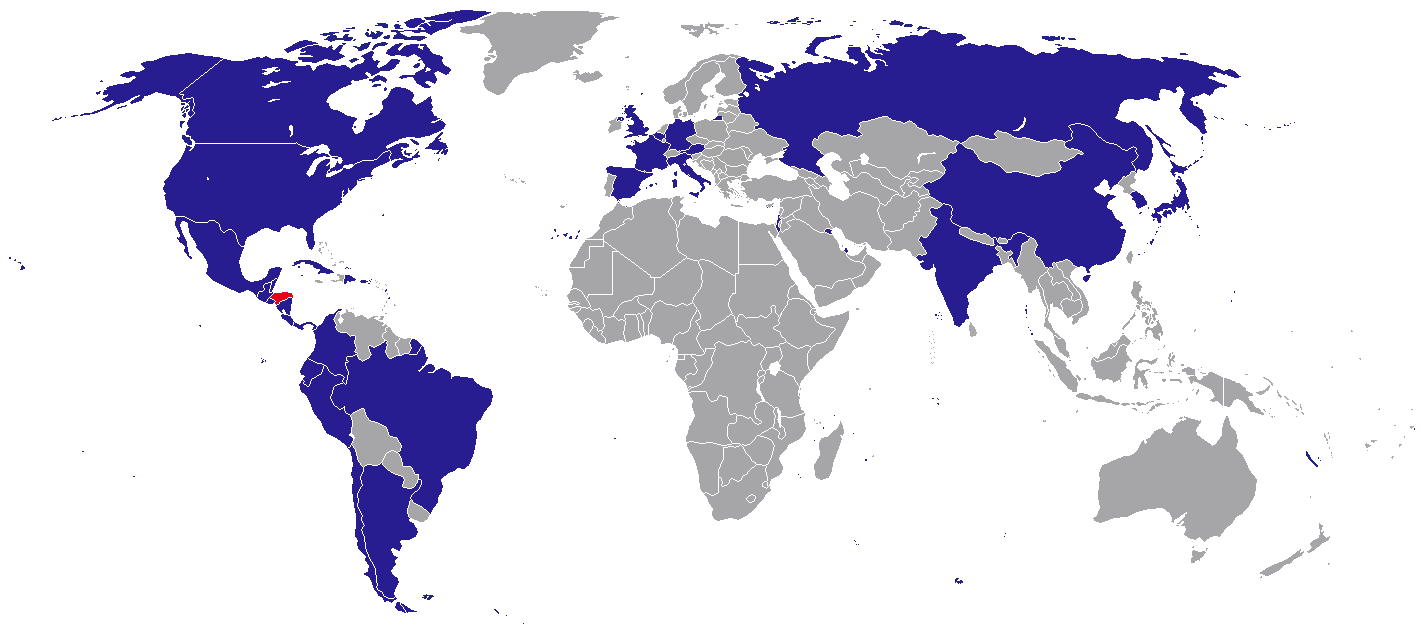
Misiones diplomáticas de Honduras por el mundo.

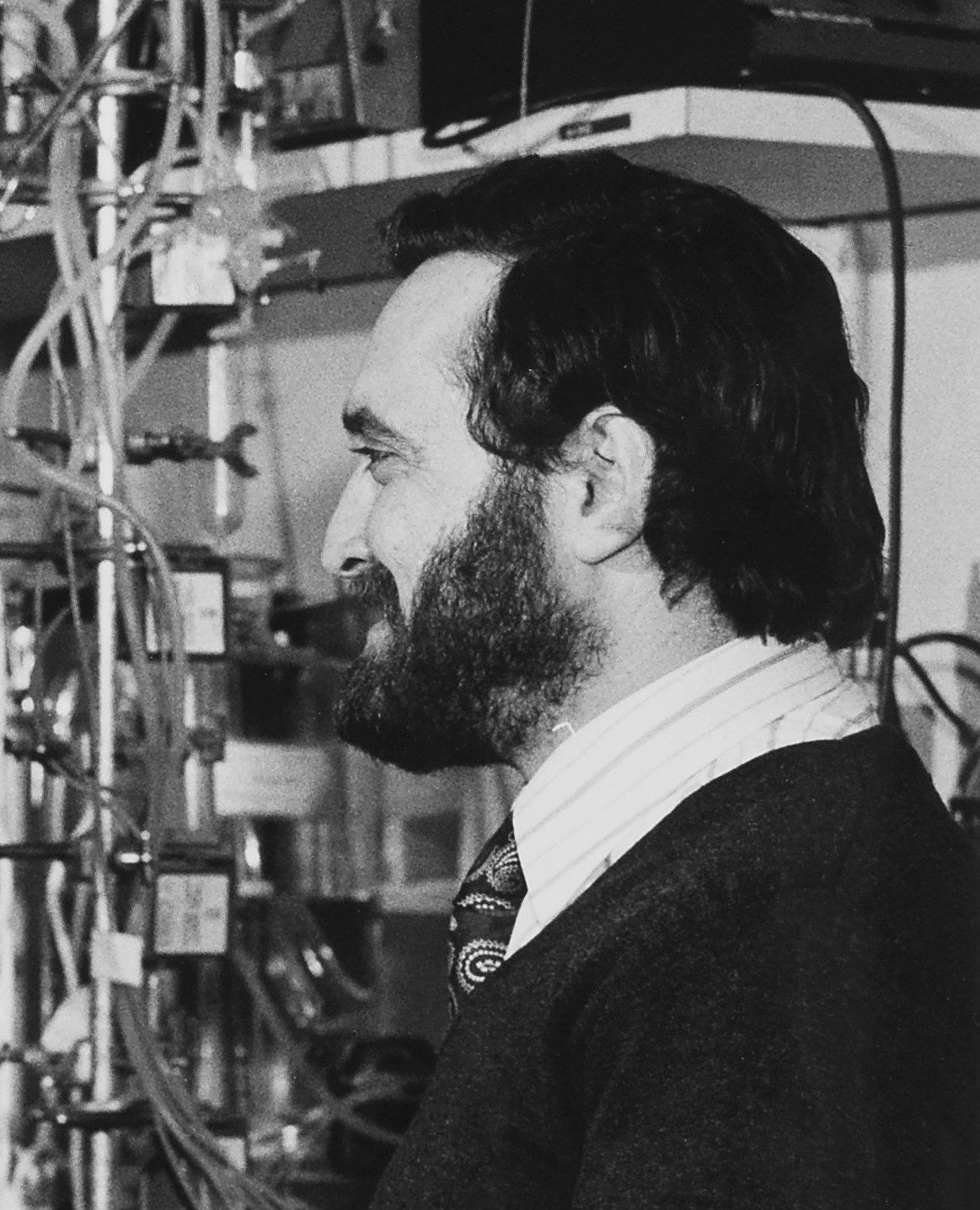
Salvador Moncada, famoso farmacólogo hondureño que vive en el Reino Unido.

La emigración hondureña o la diáspora hondureña es el movimiento migratorio de hondureños desde Honduras hacia otras partes del mundo. Las comunidades de hondureños en el extranjero más numerosas están en los Estados Unidos (1.084.000 en 2015), España (130.119 en 2021), México (80.587 en 2018) y otros países de Centroamérica. 
Desde 1975, la emigración hondureña ha ido creciendo, y en particular desde los años 1990, muchas veces por razones económicas (pobreza o desempleo) o a causa de la inseguridad en Honduras que ha afectado el país en el siglo XXI.

## Emigración por país

### América

#### Canadá
Según el Anuario Demográfico de la ONU del 2000, había unos 8.700 hondureños viviendo en Canadá.

#### Centroamérica
Según estadísticas compiladas por el Centro de Estudios Latinoamericanos en 1992 había más de 8700 hondureños viviendo en El Salvador, 9700 en Nicaragua en 1995, 5500 en Guatemala en 2002, 3000 en Costa Rica en el 2000 y 2400 en Belice en 1990. 

#### Estados Unidos

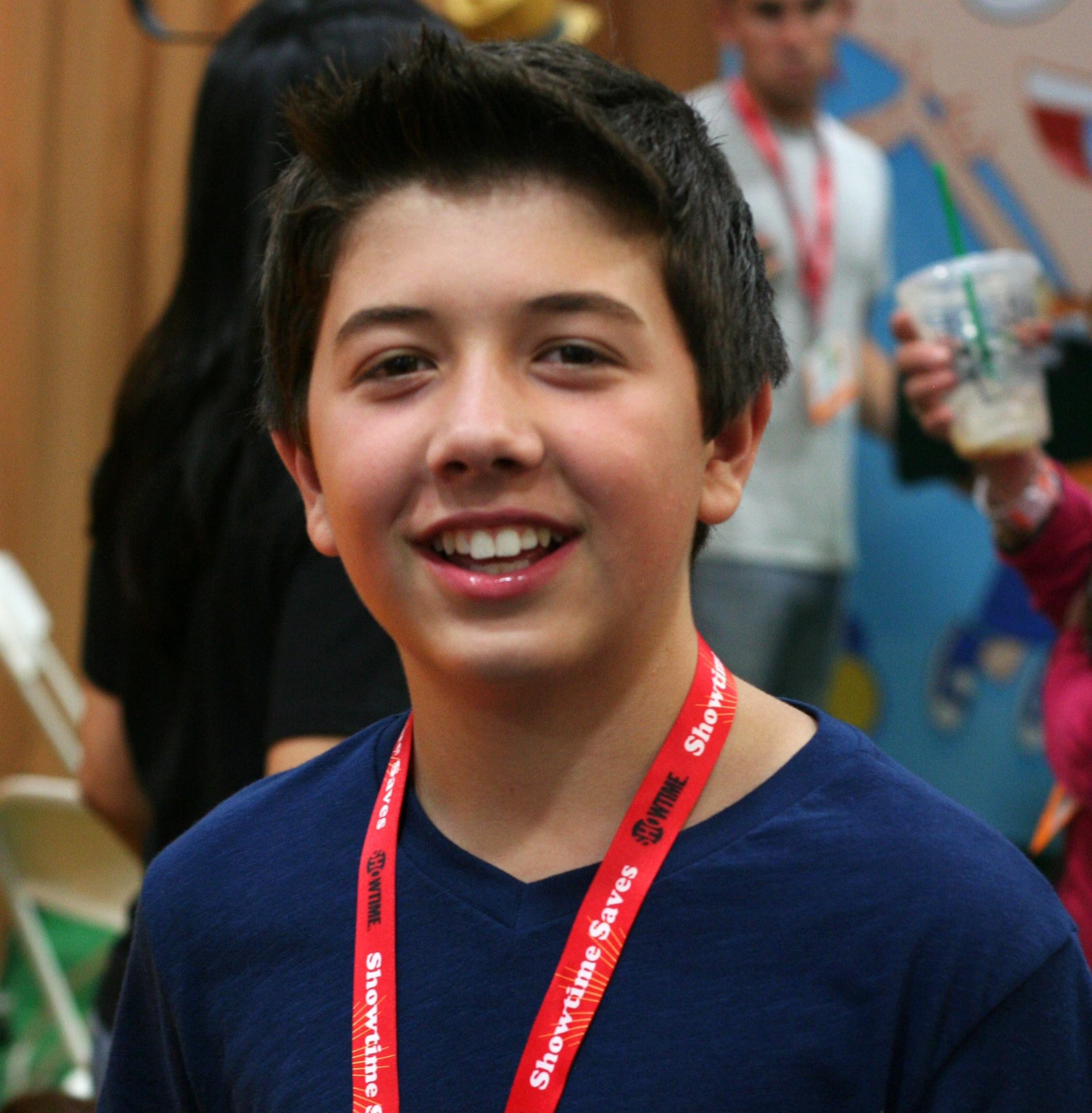
Bradley Steven Perry, actor estadounidense de ascendencia hondureña.

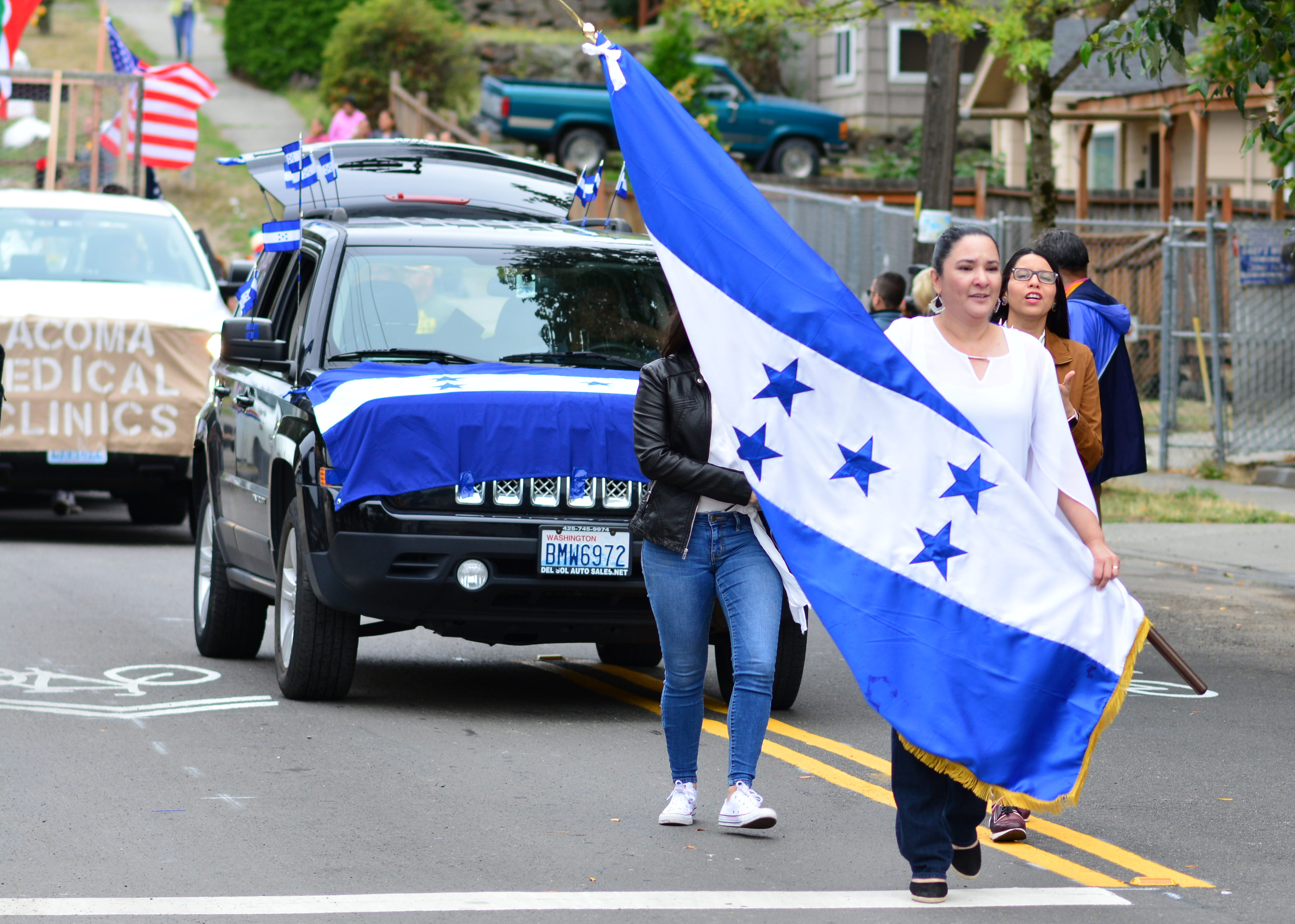
Hondureños en un desfile en Seattle, Estados Unidos.

Según el censo de los Estados Unidos (cifras de la Encuesta sobre la Comunidad Estadounidense de 2015), 1.084.000 hondureños viven en los Estados Unidos, lo que los convierte en la tercera comunidad centroamericana más grande del país. Las principales áreas estadísticas metropolitanas para la comunidad hondureña son:
| Clasificación | Área metropolitana               | Población estimada de hondureños (en 2015) |
| ------------- | -------------------------------- | ------------------------------------------ |
| 1             | Nueva York                       | 114.769                                    |
| 2             | Miami-Fort Lauderdale            | 89.163                                     |
| 3             | Houston                          | 66.756                                     |
| 4             | Los Ángeles                      | 54.273                                     |
| 5             | Washington D. C.                 | 46.363                                     |
| 6             | Nueva Orleans                    | 28.842                                     |
| 7             | Dallas-Fort Worth                | 25.420                                     |
| 8             | Atlanta                          | 19.836                                     |
| 9             | Charlotte                        | 15.316                                     |
| 10            | Boston                           | 15.194                                     |
| 11            | Chicago                          | 14.007                                     |
| 12            | Baltimore                        | 10.246                                     |
| 13            | Austin                           | 9.304                                      |
| 14            | San Francisco                    | 9.000                                      |
| 15            | Riverside-San Bernardino-Ontario | 8.975                                      |

Las estimaciones del Departamento de Estado de los Estados Unidos de 2012 sugirieron que hay entre 800.000 y un millón de hondureños viviendo en los Estados Unidos, casi el 15% de la población nacional hondureña. La gran incertidumbre se debe a la gran cantidad de hondureños que viven ilegalmente en los Estados Unidos. El censo de los Estados Unidos de 2010 contó 633.401 hondureños viviendo en los Estados Unidos, un gran aumento de los 217.569 censados en 2000.

#### México
Tras los Estados Unidos y España, la tercera comunidad de hondureños más grande fuera de Honduras es en México. En 2018, se calcula que hay una población de 80.587 hondureños en México según la ONU.

### Europa

#### España

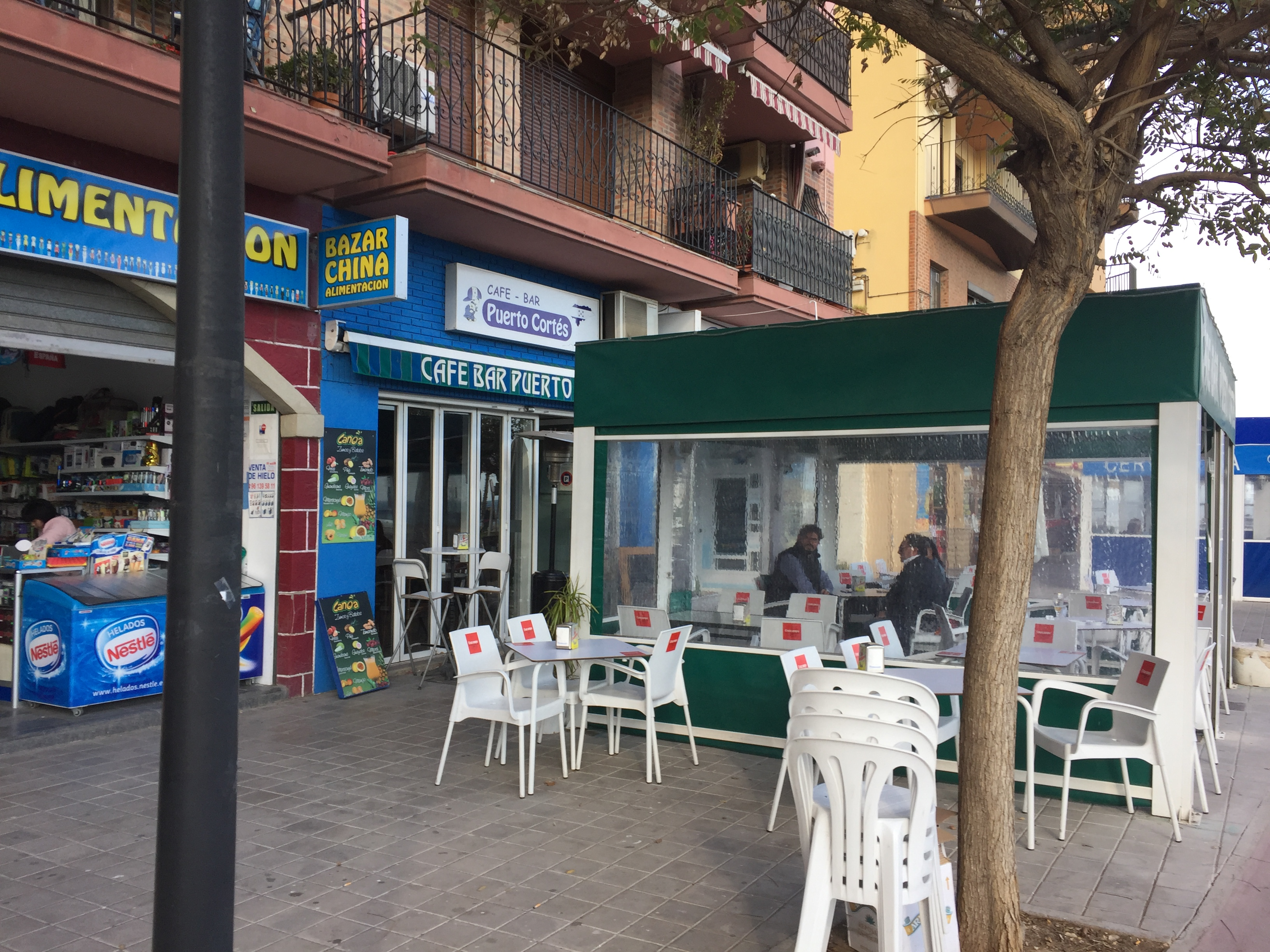
Bar hondureño en Port Saplaya, España.

Tras los Estados Unidos, España es el país del mundo con la comunidad hondureña más grande fuera de Honduras. En 2021, había 130.119 hondureños viviendo en España. La comunidad hondureña en España ha ido creciendo rápidamente desde principios del siglo XXI. En 2017, se inauguró el primer vuelo comercial entre los dos países, la ruta entre San Pedro Sula y Madrid de Air Europa. Además de España, miles de hondureños también viven en Italia, según estadísticas oficiales son 3.123
| Gráfica de la evolución de la inmigración hondureña en España desde 1998 |
|                                                                          |
| Datos del INE a 1 de enero de cada año.                                  |

##### Historia
El 3 de octubre de 1963, el entonces presidente de Honduras, el doctor Ramón Villeda Morales y su esposa Alejandrina Bermúdez Milla, visitaron España con motivo del cambio del Embajador de Honduras, Antonio Bermúdez por Virgilio Zelaya Rubí; Villeda Morales también se reunió con hondureños residentes en la nación europea, entre ellos estaban: Harold Aldana, Jorge Rápalo, Luis Alberto Ponce, Óscar Ziri Zúñiga y Rubén Villeda.
El 14 de marzo de 1966 se expide la Resolución sobre el Convenio Cultural Hispano-Hondureño en la que se discute el Tratado Cultural Hispano-Hondureño del 22 de octubre de 1958 y en la que se exonera a los ciudadanos de ambos países del pago de matrícula, exámenes y títulos cuando se matriculen en centros educativos de un país distinto al suyo.